# Mass Downloader
Mass Downloader — проприетарный менеджер загрузок для семейства ОС Microsoft Windows. Поддерживаеет протоколы HTTPS, FTP, RTSP, MMS, MMST, PNM и анонимные сетевые соединения через Tor. Позволяет скачивать видео с YouTube и MetaCafe.com. Программа является платной, разрешено пробное использование в течение 30 дней. Развитие остановилось в 2011 году.

## Особенности
- Загрузка файлов по протоколам ftp и http.
- Возобновление загрузки файла с последнего места его разрыва (докачка).
- Позволяет загружать сразу все файлы с веб-страницы.
- Возможность предпросмотра zip и rar-архивов, включая самораспаковывающиеся в виде исполняемых файлов.
- Есть встроенный FTP-браузер.
- Имеется диалер для установки модемного соединения.
- Интеграция с веб браузерами Internet Explorer, Opera, Netscape Navigator, Mozilla, Firefox, Google Chrome, Seamonkey и Flock.
- 29 языков интерфейса, включая русский и украинский языки.
- Многофункциональная настройка и работа с прокси.
- Мониторинг буфера обмена на наличие URL ссылок.
- Возможность настройки скорости скачивания файлов.

## Награды
| Рейтинги     | Рейтинги |
| Издание      | Оценка   |
| ------------ | -------- |
| Компьютерра+ | (v 2.1)  |

Mass Downloader удостоился множеству наград, включая FileForum pick от BetaNews, Featured program от Softonic.com, 5/5 Softpedia Pick от Softpedia и более десятка других в различных номинациях.